# Classe San Marco (motonavi miste)
La Classe San Marco era una serie di due motonavi miste costruite nel 1956 dal Cantiere San Marco di Trieste per l'Adriatica di Navigazione. Rimaste in servizio per vent'anni per la compagnia statale, furono in seguito convertite entrambe in navi da crociera.

## Caratteristiche
San Marco e San Giorgio erano due motonavi miste di modeste dimensioni. Lunghe 112 metri e larghe 15,5 avevano una stazza lorda di 4 755 tonnellate e disponevano di sistemazioni per 92 passeggeri in prima classe, 45 in seconda e 66 in terza.
Le due navi erano le prime in Italia a montare pinne stabilizzatrici di tipo Denny-Brown; su entrambe erano poi montati degli originali alberi con supporti sdoppiati.

## Servizio

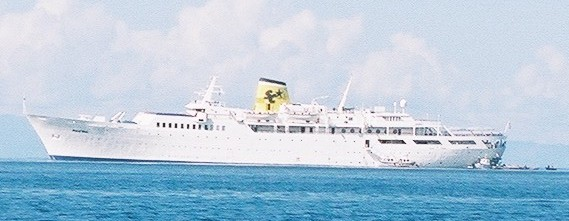
La San Giorgio come Royal Star nel 2007.

San Marco e San Giorgio furono ordinate il 13 agosto 1954 dall'Adriatica di Navigazione al Cantiere San Marco di Trieste. La San Marco fu impostata il 15 dicembre 1954 e varata il 29 gennaio 1956, venendo consegnata all'Adriatica il 14 agosto dello stesso anno. La gemella San Giorgio fu invece impostata il 15 maggio 1955, scendendo in acqua il 19 marzo 1956 e venendo consegnata all'armatore il 9 novembre dello stesso anno. Furono immesse sul collegamento celere per Grecia e Turchia, con partenze alternate tra Genova e Trieste e scali al Pireo, Istanbul e Izmir.
Entrambe le navi furono accettate dall'armatore con delle riserve sulle loro caratteristiche di stabilità; nei primi mesi del 1957 furono riportate in cantiere, dove furono dotate di un nuovo fumaiolo di dimensioni decisamente minori rispetto all'originale. Il 4 agosto 1959 la San Giorgio investì nei Dardanelli la nave ungherese Beke, che affondò; non vi furono vittime. A partire dalla fine degli anni '60, lo sviluppo dei traffici aerei tolse spazio ai trasporti marittimi di linea; l'Adriatica iniziò a far effettuare scali aggiuntivi alle proprie navi (ad esempio, Civitavecchia), nel tentativo di attrarre clientela crocieristica. Tuttavia, questo non fu sufficiente ad arginare la crisi, che spinse nel 1974 ad una riorganizzazione radicale dei servizi di linea delle compagnie statali.
Nel 1975 la San Marco e la San Giorgio furono spostate sul collegamento per Cipro e Israele in sostituzione delle gemelle Enotria e Messapia, vendute ad armatori arabi. La San Marco fu poi posta in disarmo a Venezia il 13 gennaio 1976, mentre la San Giorgio prestò servizio, da gennaio a luglio, sulla linea circolare Trieste - Venezia - Ancona - Bari - Il Pireo - Limassol - Haifa - Heraklion - Palermo - Marsiglia - Genova, venendo poi posta in disarmo anch'essa. Nell'agosto dello stesso anno le due navi furono vendute agli armatori greci Andreas e Georgios Kyrtatas, che le sottoposero a estesi lavori di rifacimento per convertirle in navi da crociera. Rinominate rispettivamente City of Myconos e City of Andros, furono impiegate per brevi crociere nell'Egeo con base al Pireo.
Nel 1984 la City of Andros fu venduta alla Ocean Cruise Lines, che la sottopose a un ulteriore intervento di rifacimento e la mise in servizio, con il nome di Ocean Islander, in crociere nell'Adriatico in estate e nei Caraibi d'inverno. Nel 1990 la nave fu acquistata dall'African Safari Club, che la impiegò per crociere da Mombasa nell'Oceano Indiano con il nome di Royal Star. Nel 1991 la City of Myconos fu posta in disarmo in seguito a difficoltà economiche della società armatrice; nel 1996, ancora in disarmo, affondò all'ancora durante una tempesta.
Nel 2009 la Royal Star passò nuovamente di mano, venendo rinominata Ocean Mist e adeguata alle nuove norme di sicurezza previste dalla SOLAS 2010. Nel marzo 2012 la nave fu venduta per la demolizione ad Alang, in India.

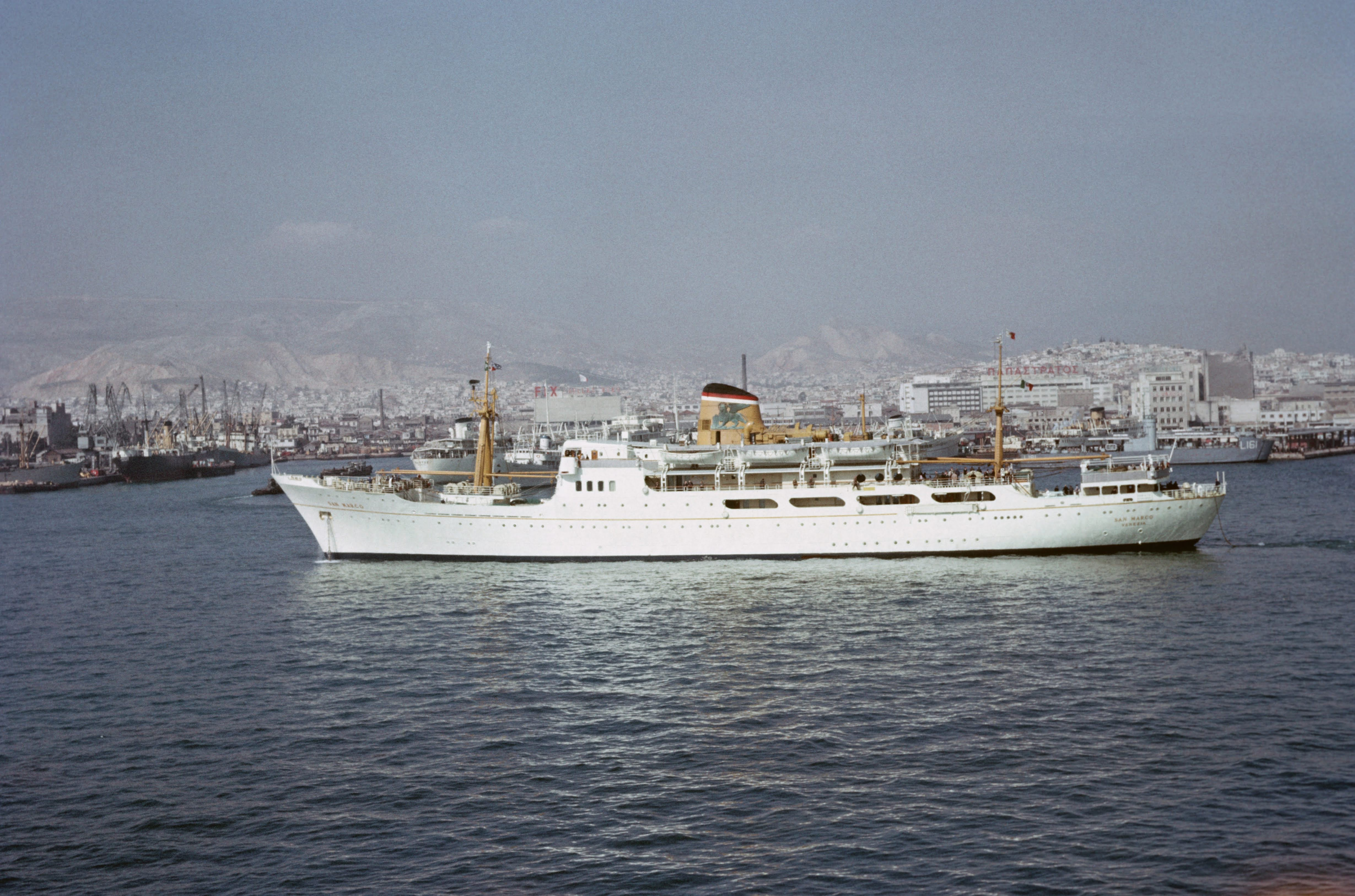
La San Marco al Pireo nel 1965.